# مصرف حمورابي التجاري
مصرف حمورابي التجاري مصرف عراقي خاص أُسس عام 2020،  يبلغ رأس المال للمصرف 201 مليار دينار.